# Hönower Straße
Die Hönower Straße ist die älteste Verbindung zwischen dem ehemaligen Dorfkern von Mahlsdorf (heute: Berlin-Mahlsdorf) und dem Ort Hönow im ehemaligen Landkreis Niederbarnim (heute: Ortsteil der Gemeinde Hoppegarten im Landkreis Märkisch-Oderland des Landes Brandenburg). Als befestigter Verkehrsweg entstand sie gegen Ende des 18. Jahrhunderts. Nach mehrfachen Trassenkorrekturen und Namensänderungen ist diese Straße nunmehr – zusammen mit der Mahlsdorfer Straße in Hönow – der nördliche Bereich des Verkehrsweges zwischen der Landesstraße 33 in Brandenburg (Altlandsberger Chaussee) und dem Ortsteil Köpenick im Bezirk Treptow-Köpenick.

## Geschichte und Namensgebung
Bereits 1838 ist der Verkehrsweg vom Dorfkern Mahlsdorf in Richtung Nordosten als Straße nach Hönow auf einem preußischen Messtischblatt eingetragen. Den Straßenabschnitt um den Anger von Mahlsdorf (von der heutigen Pestalozzistraße bis zur heutigen Straße Alt-Mahlsdorf) gab es als Dorfstraße schon länger.
Als 1895 der Haltepunkt Mahlsdorf der Preußischen Ostbahn eröffnet wurde, erhielt der gesamte Straßenzug zwischen Bahnstrecke und heutiger Straße Alt-Mahlsdorf den Namen Bahnhofstraße Die bisherige Straße nach Hönow (zwischen der nördlichen Gemeindegrenze und der Bahntrasse) wurde zur Hönower Straße. Am 11. Mai 1938 wurde der heutige Name Hönower Straße offiziell für die gesamte Straße vergeben. Sie führt nun durchgängig von der nordöstlichen Berliner Stadtgrenze bis nach Alt-Mahlsdorf und von dort als Hultschiner Damm weiter südwärts.
Nach verkehrsbedingten Umbauarbeiten Anfang der 2000er Jahre entstand an der Kreuzung mit der Ridbacher Straße und Giesestraße ein Kreisverkehr. Der Platz erhielt 2014 den Namen Jacques-Offenbach-Platz. Die vier Einmündungsbereiche erhielten 2022 einen Zebrastreifen.

## Bauwerke und Anlagen entlang der Hönower Straße

### Sportplatz und Feuchtgebiete
Hinter den Grundstücken Nr. 234–262 wurde in den 1920er Jahren zwischen den Straßen Wildrosengehölz und Am Rosenhag ein „Großer Sportplatz“ errichtet. Der heutige Sportplatz Am Rosenhag ist Eigentum des Sportvereins Eintracht Mahlsdorf und verfügt über ein Vereinsheim, das auch für die Öffentlichkeit nutzbar ist. 
Im 19. Jahrhundert ist auf einer Karte ein die Hönower Straße kreuzender Wassergraben zu erkennen. Östlich des Jacques-Offenbach-Platzes – etwa in gedachter Fortsetzung der Giesestraße und nicht weitab vom Bahnhof – befindet sich der naturbelassene Rohrpfuhl.

### Bahnhof

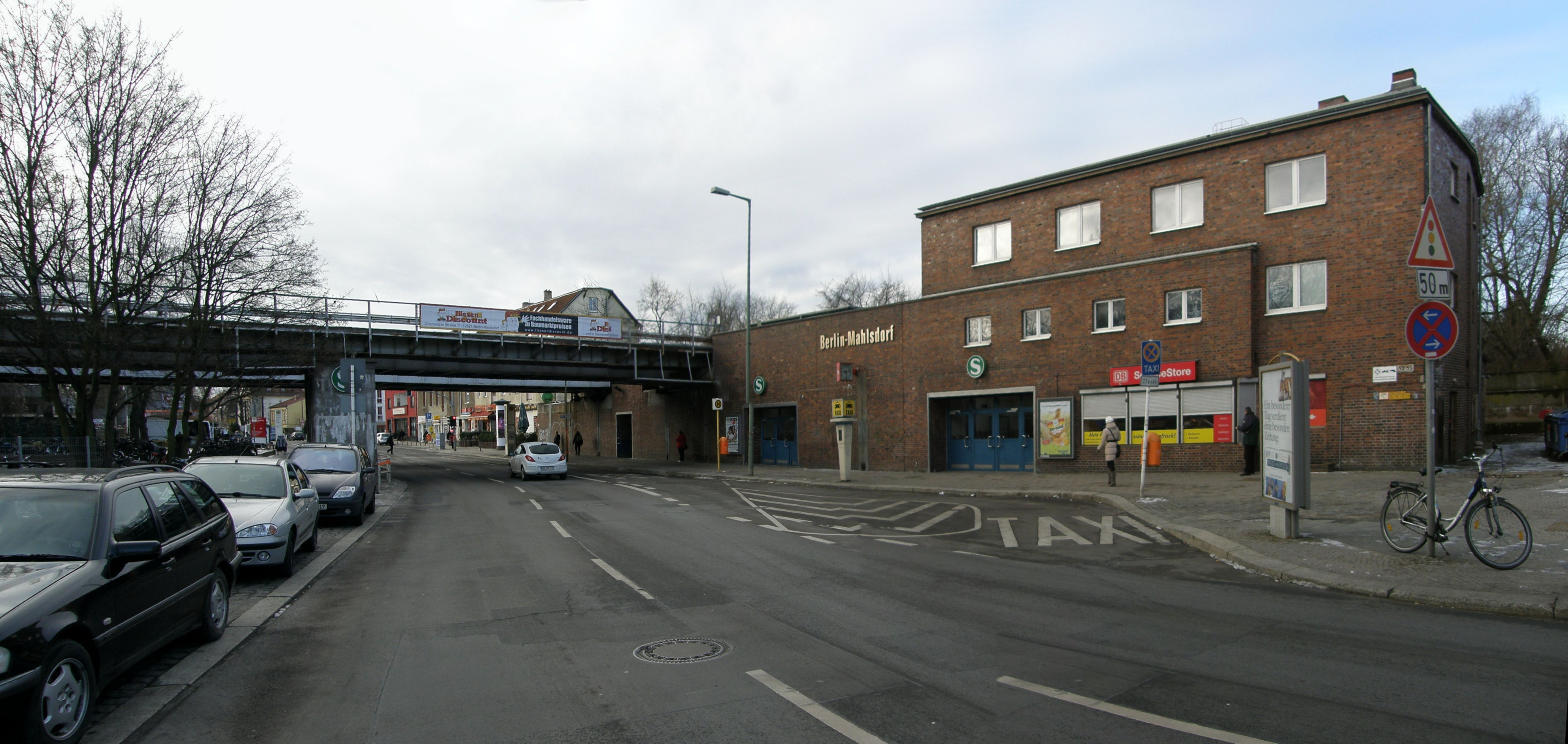
Bahnhofsgebäude und Bahnbrücke über die Hönower Straße, von Norden gesehen

Der heutige Bahnhof Mahlsdorf war bei seiner Eröffnung am 1. September 1895 ein Haltepunkt der seit 1867 bestehenden Preußischen Ostbahn mit neu gebauten Bahnhofsräumen. Aus dem Haltepunkt entstand am 1. April 1908 der Bahnhof „vierter Klasse“ (Vorortbahnhof), und am 7. Oktober 1929 wurde er durch ein neu errichtetes Bahnhofsgebäude und mittels Trassenhochlegung ein Bahnhof „zweiter Klasse“. Mit der Einrichtung eines Vorortgleispaares parallel zu den Ferngleisen der Ostbahn wurde Mahlsdorf am 15. Dezember 1930 auch eine Station der Berliner S-Bahn. Berlin-Mahlsdorf ist seit Dezember 2017 Regionalbahnhalt der RB 26 nach Kostrzyn. Die komplette Bahnhofsanlage samt benachbarter Straßenbrücke steht seit den 1980er Jahren unter Denkmalschutz.

### Weitere Gebäude

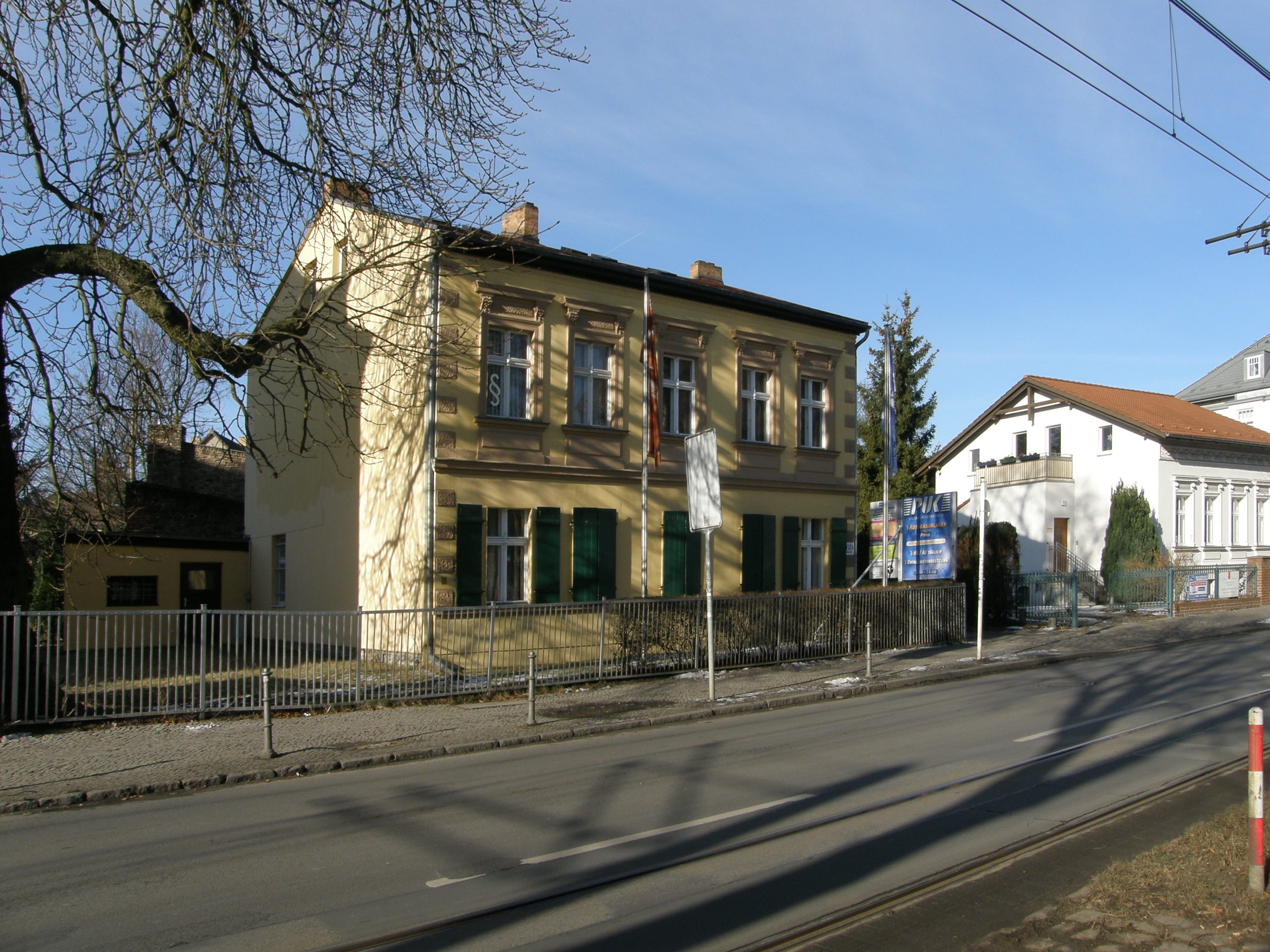
Baudenkmale Hönower Straße 69 und 71

In der Hönower Straße 161 steht das „Landhaus Lu-Emma“, ein Wohngebäude aus dem Jahr 1900. Beiderseits des nördlichen Abschnitts der Hönower Straße wurde zwischen 1924 und 1931 nach Entwürfen von Bruno Taut die damals „Lichtenberger Gartenheim“ genannte Siedlung errichtet. Sie wird begrenzt vom Briesener Weg, Am Lupinenfeld, Albrecht-Dürer-Straße, Wacholderheide und Greifswalder Straße. Bauauftraggeber des Gartenheims aus eingeschossigen Doppel- und Einzelhäusern war eine gemeinnützige Siedlungsgenossenschaft. Inzwischen sind die ursprünglich ockerfarbenen Gebäude durch mehrfachen Umbau und Erweiterungen nicht mehr als einheitlicher Baukomplex erkennbar.
Im Jahr 1913 eröffneten die Mahlsdorfer Lichtspiele (ab Mitte der 1930er Jahre: Gloria-Lichtspiele) in der Hönower Straße 76 am Bahnhof Mahlsdorf. Heute befindet sich auf dem Grundstück ein Supermarkt.

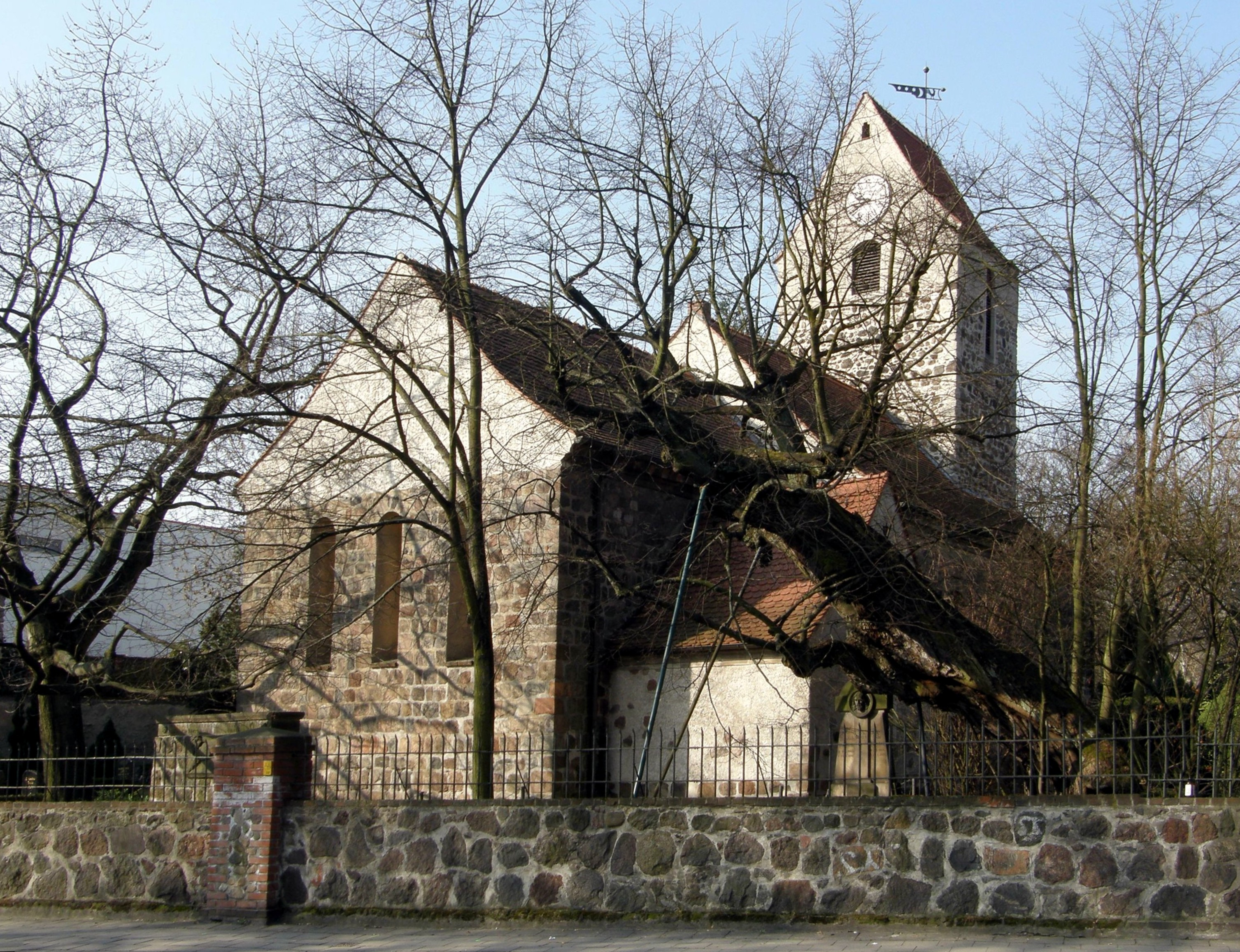
Alte Pfarrkirche Mahlsdorf

Zwischen dem S-Bahnhof und Alt-Mahlsdorf (Hausnummern 69, 70 und 71) sind drei der ältesten Wohnhäuser des Ortsteils vom Ende des 19. Jahrhunderts erhalten. Das Wohngebäude Nr. 71 ist ein eingeschossiger Putzbau mit einem Satteldach, das um 1880 entstand. Die vierachsige Fassade zeigt spätklassizistisches Dekor mit einem typischen Girlandenfries im Zahnschnitt- und Eierstab-Muster.
Unter der Grundstücksnummer 13–19 befindet sich die ebenfalls denkmalgeschützte Alte Pfarrkirche Mahlsdorf mit Friedhof und Pfarrhaus aus dem 13. Jahrhundert. Dicht daneben gibt es den um 1805 errichteten Gutsverwalterhof, der etwa im Jahr 1900 mit einem Wirtschaftsgebäude erweitert wurde.
Außer den bereits genannten historischen Bauwerken befanden sich in der ehemaligen Mahlsdorfer Dorfstraße auch ein Schulgebäude (erhalten), ein ehemaliges Postgebäude, eine Mühle (nicht erhalten) und ein Dorfkrug (nicht erhalten).

## Verkehr
Von der Wendeschleife an der Treskowstraße unmittelbar westlich der Hönower Straße verkehrt die Straßenbahnlinie 62 südwärts über Köpenick bis nach Wendenschloß. Mehrere Buslinien der BVG befahren die Hönower Straße wie die Nummern 195, 197, 395 und 398.
Die S-Bahn Linie S5 verkehrt vom S-Bahnhof Mahlsdorf nach Berlin-Spandau und Strausberg.